# Liste des évêques de Lichinga
L'évêché de Vila Cabral est créé le 21 juillet 1963, par détachement de celui de Nampula. Il change de dénomination le 29 juillet 1976 pour devenir l'évêché de Lichinga (Dioecesis Lichingaensis).

## Liste des évêques
- 10 juillet 1964-19 février 1972 : Eurico Dias Nogueira, évêque de Vila Cabral.
- 10 novembre 1972-25 janvier 2003 : Luís Ferreira da Silva (Luís Gonzaga Ferreira da Silva), évêque de Vila Cabral, puis évêque de Lichinga (29 juillet 1976).
- 5 avril 2003-25 janvier 2008 : Hilário Massinga (Hilário da Cruz Massinga)
- 30 décembre 2008-8 février 2015 : Elio Greselin (Elio Giovanni Greselin)
- depuis le 8 février 2015 : Atanasio Amisse Canira

## Sources
- L'ANNUAIRE PONTIFICAL, sur le site http://www.catholic-hierarchy.org, à la page http://www.catholic-hierarchy.org/diocese/dlchn.html.